# Steffan Danielsen

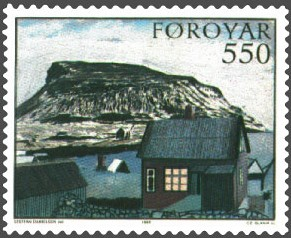
Vetrarskýming (Winterdämmerung) in Nólsoy 1959, 164 × 84 cm. Briefmarke von 1985

Johan Steffan Danielsen (* 3. September 1922 in Nólsoy, Färöer; † 28. Mai 1976 in Tórshavn, Färöer) war ein färöischer Maler.
Der Autodidakt Steffan Danielsen fand die meisten Motive für seine eigenwilligen Bilder in seinem Dorf Nólsoy und auf der ganzen Insel gleichen Namens. In seiner Kunst gibt Steffan Danielsen einen selbst empfundenen Eindruck der Landschaft wieder, ursprünglich und ungekünstelt. Er gilt als besonders originell.
Bárður Jákupsson vergleicht Danielsen in seinem Buch Færøernes billedkunst (Färöische bildende Kunst) mit dem Klassiker Sámal Mikines, der auf einer ähnlich kleinen, aber wesentlich weiter abgelegenen und unzugänglicheren Insel der Färöer lebte: Mykines. Beide Inseln besitzen die bedeutendsten Vogelkolonien und beide Inseln haben nur einen Ort. Im Gegensatz zum „Weltmann“ Mikines war Danielsen nur einmal, 1951–1956, außer Landes in Dänemark und verbrachte seine 24 produktiven Jahre ansonsten auf Nólsoy. Zur Ólavsøka 1952 hatte er seine erste, in der färöischen Kunstszene Aufsehen erregende Ausstellung.
Steffan Danielsen hat seine Heimatinsel durch seine Gemälde bis ins Detail beschrieben – hat sie Motiven aus allen Perspektiven geschildert, von einem Boot auf dem Meer, von einem unzugänglichen Felsenvorsprung oder von seinem Küchenfenster. In jedem Licht, bei Sonne und Regen, Schnee und Nebel. Alles vermittelt den Eindruck tief empfundener Wahrnehmung und Wahrhaftigkeit. Seine Landschaften sind meist in Grautönen gehalten, doch spielt er sehr sensibel auf die färöischen Farbnuancen an.
Siehe auch: Färöische Kunst